# AC Milán 2008/2009
Tento článek se podrobně zabývá událostmi ve fotbalovém klubu AC Milán v sezoně 2008/09 a jeho působení v nejvyšší lize, domácího poháru a v Poháru UEFA.

## Realizační tým
| Post                                        | Jméno |
| ------------------------------------------- | --- |
| Hlavní trenér                               | Carlo Ancelotti |
| Asistent trenéra                            | Mauro Tassotti a Filippo Galli                                                                                         |
| Trenér brankářů                             | William Vecchi a Walerio Fiori                                                                                         |
| Technický ředitel                           | Leonardo |
| Sportovní trenéři                           | Daniele Tognaccini, Fabio Allevi, Bruno Dominici, Sergio Mascheroni, Andrea Primitivi, Giovanni Mauri, William Tillson |
| Klubové vedení                              | |
| Prezident klubu                             | volné místo |
| Zástupce viceprezidenta a generální ředitel | Adriano Galliani |
| Zástupce prezidenta klubu                   | Paolo Berlusconi, Gianni Nardi                                                                                         |
| Sportovní ředitel                           | Ariedo Braida |
| Vedoucí klubu                               | Vittorio Mentana |

## Soupiska
Aktuální k datu 30. června 2009.
| Číslo | Pozice | Nár.                   | Hráč               | Datum narození a věk       | Od roku | Předchozí angažmá | Poznámka       |
| ----- | ------ | ---------------------- | ------------------ | -------------------------- | ------- | ----------------- | -------------- |
| 1     | B      | Brazílie               | Dida               | 7. října 1973 (51 let)     | 2000    | Corinthians       |                |
| 2     | O      | Brazílie               | Felipe Mattioni    | 15. října 1988 (36 let)    | 2009    | Grêmio            | přišel v lednu |
| 3     | O      | Itálie                 | Paolo Maldini      | 26. června 1968 (57 let)   | 1984    | Juniorka          |                |
| 4     | O      | Gruzie                 | Kacha Kaladze      | 27. února 1978 (47 let)    | 2001    | Kyjev             |                |
| 5     | Z      | Brazílie               | Emerson            | 4. dubna 1976 (49 let)     | 2007    | Real              |                |
| 7     | Ú      | Brazílie               | Alexandre Pato     | 2. září 1989 (35 let)      | 2008    | Internacional     |                |
| 8     | Z      | Itálie                 | Gennaro Gattuso    | 9. ledna 1978 (47 let)     | 1999    | Salernitana       |                |
| 9     | Ú      | Itálie                 | Filippo Inzaghi    | 9. srpna 1973 (51 let)     | 2001    | Juventus          |                |
| 10    | Z      | Nizozemsko · Surinam   | Clarence Seedorf   | 1. dubna 1976 (49 let)     | 2002    | Inter             |                |
| 11    | Ú      | Itálie                 | Marco Borriello    | 18. června 1982 (43 let)   | 2008    | Janov             |                |
| 12    | B      | Itálie                 | Christian Abbiati  | 8. července 1977 (48 let)  | 1998    | Monza             |                |
| 13    | O      | Itálie                 | Alessandro Nesta   | 19. března 1976 (49 let)   | 2002    | Lazio             |                |
| 14    | Z      | Uruguay                | Mathías Cardacio   | 2. října 1987 (37 let)     | 2008    | Montevideo        |                |
| 15    | O      | Itálie                 | Gianluca Zambrotta | 19. února 1977 (48 let)    | 2008    | Barcelona         |                |
| 16    | B      | Austrálie · Chorvatsko | Željko Kalac       | 16. prosince 1972 (52 let) | 2005    | Perugia           |                |
| 18    | O      | Česko                  | Marek Jankulovski  | 9. května 1977 (48 let)    | 2005    | Udinese           |                |
| 19    | O      | Itálie                 | Giuseppe Favalli   | 8. ledna 1972 (53 let)     | 2006    | Inter             |                |
| 20    | Ú      | Uruguay                | Tabaré Viudez      | 8. září 1989 (35 let)      | 2008    | Defensor          |                |
| 21    | Z      | Itálie                 | Andrea Pirlo       | 19. května 1979 (46 let)   | 2001    | Inter             |                |
| 22    | Z      | Brazílie               | Kaká               | 22. dubna 1982 (43 let)    | 2003    | São Paulo         |                |
| 23    | Z      | Itálie                 | Massimo Ambrosini  | 29. května 1977 (48 let)   | 1995    | Cesena            |                |
| 24    | O      | Švýcarsko              | Philippe Senderos  | 14. února 1985 (40 let)    | 2008    | Arsenal           |                |
| 25    | O      | Itálie                 | Daniele Bonera     | 31. května 1981 (44 let)   | 2006    | Parma             |                |
| 32    | Z      | Anglie                 | David Beckham      | 2. května 1975 (50 let)    | 2009    | LA Galaxy         | přišel v lednu |
| 36    | O      | Itálie                 | Matteo Darmian     | 2. prosince 1989 (35 let)  | 2006    | Juniorka          |                |
| 51    | Z      | Sierra Leone           | Rodney Strasser    | 30. března 1990 (35 let)   | 2008    | Juniorka          |                |
| 76    | Ú      | Ukrajina               | Andrij Ševčenko    | 29. září 1976 (48 let)     | 2008    | Chelsea           |                |
| 77    | O      | Itálie                 | Luca Antonini      | 4. srpna 1982 (42 let)     | 2008    | Empoli            |                |
| 80    | Ú      | Brazílie               | Ronaldinho         | 21. března 1980 (45 let)   | 2008    | Barcelona         |                |
| 84    | Z      | Francie                | Mathieu Flamini    | 7. března 1984 (41 let)    | 2008    | Arsenal           |                |

### Změny v kádru v letním přestupovém období 2008[1]
| Přišli do týmu | Přišli do týmu | Přišli do týmu     | Přišli do týmu | Přišli do týmu      | Přišli do týmu     | Přišli do týmu  | Odešli z týmu | Odešli z týmu     | Odešli z týmu             | Odešli z týmu | Odešli z týmu            | Odešli z týmu | Odešli z týmu  |
| Pozice         | Nár.           | Hráč               | Věk            | Odkud přišel        | Typ                | Cena            | Pozice        | Nár.              | Hráč                      | Věk           | Kam odešel               | Typ           | Cena           |
| B              | Itálie         | Christian Abbiati  | 30             | Atlético Madrid     | návrat z hostování |                 | B             | Itálie            | Marco Storari             | 31            | ACF Fiorentina           | hostování     |                |
| B              | Itálie         | Marco Storari      | 31             | Cagliari Calcio     | návrat z hostování |                 | B             | Itálie            | Valerio Fiori             | 39            | konec kariéry            |               |                |
| B              | Itálie         | Ferdinando Coppola | 30             | Atalanta BC         | návrat z hostování |                 | B             | Itálie            | Ferdinando Coppola        | 30            | Atalanta BC              | přestup       | 0,9 mil. Euro  |
| O              | Itálie         | Ignazio Abate      | 21             | Empoli FC           | návrat z hostování |                 | O             | Itálie            | Ignazio Abate             | 21            | Turín FC                 | přestup       | 2,2 mil. Euro  |
| O              | Itálie         | Luca Antonini      | 25             | Empoli FC           | přestup            | 2,9 mil. Euro   | O             | Itálie            | Davide Astori             | 21            | Cagliari Calcio          | přestup       | 5 mil. Euro    |
| O              | Itálie         | Luca Antonelli     | 23             | Parma FC            | návrat z hostování |                 | O             | Itálie            | Luca Antonelli            | 23            | Parma FC                 | přestup       | ?              |
| O              | Argentina      | Leandro Grimi      | 23             | Sporting CP         | návrat z hostování |                 | O             | Argentina         | Leandro Grimi             | 23            | Sporting CP              | přestup       | 2,5 mil. Euro  |
| O              | Itálie         | Romano Perticone   | 21             | US Cremonese        | návrat z hostování |                 | O             | Itálie            | Romano Perticone          | 21            | AS Livorno Calcio        | přestup       | 1,2 mil. Euro  |
| O              | Švýcarsko      | Philippe Senderos  | 23             | Arsenal FC          | hostování          | 2,5 mil. Euro   | O             | Brazílie          | Cafu                      | 38            | konec kariéry            |               |                |
| O              | Itálie         | Gianluca Zambrotta | 31             | FC Barcelona        | přestup            | 10,5 mil. Euro  | O             | Itálie            | Lino Marzorati            | 21            | Empoli FC                | přestup       | 1,25 mil. Euro |
| Z              | Itálie         | Davide Di Gennaro  | 20             | Bologna FC 1909     | návrat z hostování |                 | O             | Itálie            | Massimo Oddo              | 32            | FC Bayern Mnichov        | hostování     |                |
| Z              | Uruguay        | Mathías Cardacio   | 20             | Nacional Montevideo | přestup            | 2 mil. Euro     | O             | Chorvatsko        | Dario Šimić               | 32            | AS Monaco                | přestup       | zadarmo        |
| Z              | Francie        | Mathieu Flamini    | 24             | Arsenal FC          | přestup            | zadarmo         | O             | Brazílie          | Digão                     | 21            | Standard Lutych          | hostování     |                |
| Ú              | Itálie         | Marco Borriello    | 26             | Janov CFC           | přestup            | 11,75 mil. Euro | Z             | Francie · Senegal | Ibrahim Ba                | 34            | konec kariéry            |               |                |
| Ú              | Brazílie       | Ronaldinho         | 28             | FC Barcelona        | přestup            | 24,15 mil. Euro | Z             | Itálie            | Cristian Brocchi          | 32            | SS Lazio                 | přestup       | 2 mil. Euro    |
| Ú              | Ukrajina       | Andrij Ševčenko    | 31             | Chelsea FC          | hostování          |                 | Z             | Francie           | Yoann Gourcuff            | 21            | FC Girondins de Bordeaux | hostování     | 1,4 mil. Euro  |
| Ú              | Uruguay        | Tabaré Viudez      | 18             | Defensor Sporting   | přestup            | 2,5 mil. Euro   | Z             | Brazílie          | Serginho                  | 37            | konec kariéry            |               |                |
|                |                |                    |                |                     |                    |                 | Z             | Itálie            | Davide Di Gennaro         | 20            | Janov CFC                | přestup       | 1,5 mil. Euro  |
|                |                |                    |                |                     |                    |                 | Ú             | Gabon             | Pierre-Emerick Aubameyang | 19            | Dijon FCO                | hostování     |                |
|                |                |                    |                |                     |                    |                 | Ú             | Itálie            | Alberto Gilardino         | 19            | ACF Fiorentina           | přestup       | 14 mil. Euro   |
|                |                |                    |                |                     |                    |                 | Ú             | Brazílie          | Ricardo Oliveira          | 28            | Real Zaragoza            | přestup       | 10 mil. Euro   |
|                |                |                    |                |                     |                    |                 | Ú             | Itálie            | Alberto Paloschi          | 18            | Parma FC                 | přestup       | 2,25 mil. Euro |
|                |                |                    |                |                     |                    |                 | Ú             | Brazílie          | Ronaldo                   | 31            | konec smlouvy            |               |                |

### Změny v kádru v zimním přestupovém období 2009[2]
| Přišli do týmu | Přišli do týmu | Přišli do týmu  | Přišli do týmu | Přišli do týmu         | Přišli do týmu | Přišli do týmu | Odešli z týmu | Odešli z týmu | Odešli z týmu | Odešli z týmu | Odešli z týmu | Odešli z týmu | Odešli z týmu |
| Pozice         | Nár.           | Hráč            | Věk            | Odkud přišel           | Typ            | Cena           | Pozice        | Nár.          | Hráč          | Věk           | Kam odešel    | Typ           | Cena          |
| O              | Brazílie       | Felipe Mattioni | 20             | Grêmio FB Porto Alegre | hostování      |                |               |               |               |               |               |               |               |
| Z              | Anglie         | David Beckham   | 34             | Los Angeles Galaxy     | hostování      |                |               |               |               |               |               |               |               |

## Zápasy v sezoně 2008/09

### Serie A (Italská liga)
|              | ATA | BOL | CAG | CAT | CHI | FIO | JAN | INT | JUV | LAZ | LEC | NEA | PAL | REG | ŘÍM | SAM | SIE | TUR | UDI |
| ------------ | --- | --- | --- | --- | --- | --- | --- | --- | --- | --- | --- | --- | --- | --- | --- | --- | --- | --- | --- |
| Utkání doma  | 3:0 | 1:2 | 1:0 | 1:0 | 1:0 | 1:0 | 1:1 | 1:0 | 1:1 | 4:1 | 2:0 | 1:0 | 3:0 | 1:1 | 2:3 | 3:0 | 2:1 | 5:1 | 5:1 |
| Utkání venku | 1:0 | 4:1 | 0:0 | 2:0 | 1:0 | 2:0 | 0:2 | 1:2 | 2:4 | 3:0 | 1:1 | 0:0 | 1:3 | 2:1 | 2:2 | 1:2 | 5:1 | 2:2 | 1:2 |

## Tabulka
| Poř. | Tým                 | Z  | V  | R  | P  | VG | OG | B  |
| ---- | ------------------- | -- | -- | -- | -- | -- | -- | -- |
| 1.   | FC Inter Milán      | 38 | 25 | 9  | 4  | 70 | 32 | 84 |
| 2.   | Juventus FC         | 38 | 21 | 11 | 6  | 69 | 37 | 74 |
| 3.   | AC Milán            | 38 | 22 | 8  | 8  | 70 | 35 | 74 |
| 4.   | ACF Fiorentina      | 38 | 21 | 5  | 12 | 53 | 38 | 68 |
| 5.   | Janov CFC           | 38 | 19 | 11 | 8  | 56 | 39 | 68 |
| 6.   | AS Řím              | 38 | 18 | 9  | 11 | 64 | 61 | 63 |
| 7.   | Udinese Calcio      | 38 | 16 | 10 | 12 | 61 | 50 | 58 |
| 8.   | US Città di Palermo | 38 | 17 | 6  | 15 | 57 | 50 | 57 |
| 9.   | Cagliari Calcio     | 38 | 15 | 8  | 15 | 49 | 50 | 53 |
| 10.  | SS Lazio            | 38 | 15 | 5  | 18 | 46 | 55 | 50 |

Poznámky
- Z = Odehrané zápasy; V = Vítězství; R = Remízy; P = Prohry; VG = Vstřelené góly; OG = Obdržené góly; B = Body

|  | Mistr ligy a Přímý postup do Ligy mistrů 2009/10 |
|  | Přímý postup do Ligy mistrů 2009/10              |
|  | Postup do play-off Ligy mistrů 2009/10           |
|  | Postup do 4. předkola Evropské ligy UEFA 2009/10 |
|  | Postup do 3. předkola Evropské ligy UEFA 2009/10 |

### Coppa Italia (Italský pohár)
| osmifinále 3. prosince 2008 | AC Milán            | 1 – 2 v prodl. | SS Lazio                                 | Stadio Giuseppe Meazza, Milán          |  |  |
| 20:45 SELČ                  | 77' Andrij Ševčenko | Report         | 88' (pen.) Mauro Zárate 92' Goran Panděv | Diváci: 3.905 Rozhodčí: Nicola Ayroldi |  |  |
|                             |                     |                |                                          |                                        |  |  |

### Pohár UEFA 2008/09
| 1. kolo, 1. zápas 18. září 2008 | AC Milán                                                          | 3 – 1  | FC Curych       | Stadio Giuseppe Meazza, Milán                       |  |
| 20:45 SELČ | 45+1' (vl.) Florian Stahel 57' Alexandre Pato 74' Marco Borriello | Report | 78' Dušan Đurić | Diváci: 55.434 Rozhodčí: Eduardo Iturralde González |  |
| Poznámky: Sestava: Dida – Jankulovski, Kaladze, Bonera, Antonini – Ambrosini (K) (68. Emerson), Flamini, Ambrosini, Seedorf – Kaká – Pato (65. Borriello), Ševčenko (75. Ronaldinho) |                                                                   |        |                 |                                                     |  |

| 1. kolo, 2. zápas 2. října 2008 | FC Curych | 0 – 1  | AC Milán            | Letzigrund, Curych                     |  |
| 20:45 SELČ |           | Report | 70' Andrij Ševčenko | Diváci: 24.100 Rozhodčí: Damir Skomina |  |
| Poznámky: Sestava: Dida – Antonini, Kaladze (30. Maldini), Bonera, Zambrotta – Flamini, Emerson, Ambrosini (K) (61. Kaká) – Seedorf (76. Gattuso), Ronaldinho – Ševčenko |           |        |                     |                                        |  |

| Základní skupina E: 1. zápas 23. října 2008 | SC Heerenveen              | 1 – 3  | AC Milán                                                            | Stadio Abe Lenstra, Heerenveen                     |  |
| 20:45 SELČ | 85' (pen.) Danijel Pranjić | Report | 19' (vl.) Calvin Jong-a-Pin 23' Gennaro Gattuso 69' Filippo Inzaghi | Diváci: 25.600 Rozhodčí: Julián Rodríguez Santiago |  |
| Poznámky: Sestava: Dida – Antonini, Favalli, Bonera, Zambrotta – Flamini, Gattuso (K), Emerson – Kaká (78. Jankulovski) – Inzaghi (72. Pato), Ševčenko (72. Ronaldinho) |                            |        |                                                                     |                                                    |  |

| Základní skupina E: 2. zápas 6. listopadu 2008 | AC Milán         | 1 – 0  | SC Braga | Stadio Giuseppe Meazza, Milán            |  |
| 20:45 SELČ | 90+3' Ronaldinho | Report |          | Diváci: 10.608 Rozhodčí: Peter Rasmussen |  |
| Poznámky: Sestava: Dida – Jankulovski, Kaladze, Senderos, Antonini – Emerson (68. Seedorf) – Gattuso (K), Flamini – Pato (63. Ronaldinho), Ševčenko – Inzaghi |                  |        |          |                                          |  |

| Základní skupina E: 3. zápas 27. listopadu 2008 | Portsmouth FC                      | 2 – 2  | AC Milán                             | Fratton Park, Portsmounth               |  |
| 21:05 SELČ | 62' Younes Kaboul 73' Nwankwo Kanu | Report | 84' Ronaldinho 90+2' Filippo Inzaghi | Diváci: 20.100 Rozhodčí: Serge Gumienny |  |
| Poznámky: Sestava: Dida – Antonini, Favalli, Senderos, Zambrotta – Flamini, Emerson, Gattuso (K) (65. Seedorf) – Kaká (74. Pato) – Inzaghi, Ševčenko (74. Ronaldinho) |                                    |        |                                      |                                         |  |

| Základní skupina E: 4. zápas 17. prosince 2008 | AC Milán                                 | 2 – 2  | VfL Wolfsburg                          | Stadio Giuseppe Meazza, Milán         |  |
| 20:45 SELČ | 17' Massimo Ambrosini 56' Alexandre Pato | Report | 55' Cristian Zaccardo 81' Mahir Sağlık | Diváci: 5.420 Rozhodčí: Mark Courtney |  |
| Poznámky: Sestava: Dida – Jankulovski, Favalli, Senderos (9. Kaladze), Antonini – Zambrotta, Pirlo (46. Pato), Ambrosini (K) – Seedorf – Inzaghi, Ševčenko |                                          |        |                                        |                                       |  |

Konečná tabulka skupiny E